# Челканское наречие
Челканское наречие — язык челканцев, одно из двух (или трех) наречий, составляющих северноалтайский язык. Варианты самоназвания: куу, къуу, чалкъанду, шалкъанду.
Традиционно челканское наречие считалось диалектом алтайского языка. Согласно новейшим классификациям тюркских языков южно- и северноалтайский языки являются двумя разными языками, и оно относится ко второму наряду с кумандинским. Ситуацию усложняет то, что и кумандинский, и челканский по отдельности официально признаны отдельными языками малочисленных народов России и для них разрабатывают отдельные учебные программы.
По переписи 2010 года в Республике Алтай из 830 челканцев русским языком владеют 817 человек (98%), челканским — 310 человек (37%), алтайским (южноалтайским) — 148 человек (18%).

## Лингвогеография
Подавляющее большинство носителей проживает в Турочакском районе республики Алтай. Челканское наречие наиболее распространено в сёлах Курмач-Байгол и Турочак. За пределами республики носители проживают в Кемерове, Таштаголе, Новосибирске, Москве, Казахстане и Узбекистане. Диалекты не выделяются.

## Письменность
Письменность на основе кириллицы функционирует с 2008 года. Изданы словарь и букварь.
Алфавит:
| А а | Б б | В в | Г г | Ӷ ӷ | Д д | Ј ј | Е е | Ё ё | Ж ж |
| З з | И и | Й й | К к | Л л | М м | Н н | Ң ң | О о | Ӧ ӧ |
| П п | Р р | С с | Т т | У у | Ӱ ӱ | Ф ф | Х х | Ц ц | Ч ч |
| Ш ш | Щ щ | Ъ ъ | Ы ы | Ь ь | Э э | Ю ю | Я я |     |     |

С 2017/2018 годов в алфавит были внесены некоторые изменения. Добавлена, в частности, буква Њ њ (например, њаан — «большой»). Алфавит выглядит так:
| А а | Б б | В в | Г г | Ғ ғ | Д д | Ј ј | Е е | Ё ё | Ж ж |
| З з | И и | Й й | К к | Қ қ | Л л | М м | Н н | Ҥ ҥ | Њ њ |
| О о | Ӧ ӧ | П п | Р р | С с | Т т | У у | Ӱ ӱ | Ф ф | Х х |
| Ц ц | Ч ч | Ш ш | Щ щ | Ъ ъ | Ы ы | Ь ь | Э э | Ю ю | Я я |

## Функционирование наречия
Язык коренного малочисленного народа России. Основная сфера употребления — семейно-бытовое общение. На уроках родного языка челканцы изучают алтайский язык. На наречии выпускается видео- и аудиопродукция, создаются мультфильмы, также существует небольшое количество литературных произведений, в том числе и детских. Используется для проведений шаманских обрядов, притом тексты камланий написаны исключительно на челканском. Достаточно часто используется в небольших производственных коллективах, занимающихся традиционным промыслом.  Существует небольшое количество групп в социальной сети «Вконтакте», в которых молодёжь общается по-челкански.
Уровень владения челканцами их наречием зависит от места проживания. Например, в селе Курмач-Байгол дети с рождения используют челканский, а в селе Бийка даже старшее поколение плохо им владеет. В последнее десятилетие замечается рост интереса к родному наречию среди представителей молодого поколения, однако количество носителей по-прежнему снижается за счёт ухода пожилых людей.
На уменьшение количества носителей повлияло закрытие 30 из 32 национальных школ в конце 1960-х годов, создание лесхозов с большим привлечением вахтовиков, вследствие чего перестали существовать многие национальные деревни, а также высокая смертность солдат-челканцев в годы Великой Отечественной войны.

## Лингвистическая характеристика
В наречии представлено 16 гласных звуков: 8 кратких и 8 долгих. В настоящее время прослеживается тенденция перехода вторичных долгих гласных в краткие (мага>маа>ма — «мне»). Законы сингаромонизма в наречии нарушаются (пӧрылыр вместо мӧрӧлӧр — «волки»).
Согласных звуков в наречии 21. В консонантизме наблюдаются тенденции к спирантизации смычных губных фонем в инлауте (парвады вместо парбады — «не ходил»), переходу звука -ч- в -ть- (тьер вместо чер — «земля»), выпадению финального щелевого малошумного сверхслабого звука -ғ (кырлу вместо кирлиғ — «грязный») и оглушению начального б- в п-.
Наречие относится к агглютинативному типу. Множественное число выражается с помощью аффиксов -лыр (ай — «месяц», айлыр — «месяцы»), -ныр (эм — «лекарство», эмныр — «лекарства») и -тыр (кас — «гусь», кастыр — «гуси»).
В челканском представлено 8 падежей: неопределённый (ийне — «иголка», танак — «нос»), родительный (ийненыҥ, танақтыҥ), винительный (ийнены, танақты), дательный (ийненге, танақке), местный (ийнеде, танақте), исходный (ийнедын, танақтын), направительный (ийнеза, танакса), творительный (ийнеле, танақле).
У челканских глаголов существует 6 наклонений: повелительное, условное, сослагательное, согласительно-желательное, предположительное и изъявительное.
В наречии представлено прошедшее, настоящее и будущее временные поля. Ввиду характерного для идиома стяжения аналитических конструкций в некоторых случаях определить то, к какому времени относится форма, можно лишь по контексту или ударению. Также у глаголов в прошедшем времени может совпадать положительная и отрицательная формы (ощы'ван — «он сел», ощыва'н — «он не садился»).
Синтаксис челканского наречия в целом характерен для тюркских языков.
Основная часть лексики имеет общетюркское происхождение (қарат — «смородина»). Также встречаются лексемы характерные как лишь для северноалтайских диалектов (тьöргöнöк — «хмель»), так и зафиксированные исключительно в челканском (њумут — «черника»). Заимствования из русского языка полностью адаптированы.

## История изучения
Впервые идиом челканцев зафиксировал академик В.В. Радлов в 1865 году. Он же подробно описал их речь и быт в работе «Из Сибири».  Некоторые слова наречия встречаются в книге В.И. Вербицкого «Алтайские инородцы» (1893) и в «Словаре алтайского и аладагского наречий». Первое и по-прежнему наиболее полное монографическое описание челканского идиома составил Н.А. Баскаков в работе «Диалект лебединских татар-чалканцев (куу-кижи)» (1985). В данный момент подробным изучением наречия занимается Н.Н. Федина.

## Пример текста
Ниже представлены некоторые пословицы и поговорки на челканском наречии:
| Челканское наречие: | Русский язык: |
| Ищмекщыныҥ қолы ус, тьыжаныҥ тили ус Ищмекщыныҥ иҗы кöп, тьыжаныҥ тьоғы кöп Киҗе оро қаспе, пойыҥ тӱҗерыҥ Айзелерныҥ ортозынде тьадыра кӱщ | У работящего руки — рабочие, у ленивого язык — рабочий У работящего работы много, у ленивого болтовни много Не рой человеку яму, сам упадёшь Жить среди чертей сложно |